# Довнари
Довнари (пол. Downary) — село в Польщі, у гміні Ґоньондз Монецького повіту Підляського воєводства.
Населення — 312 осіб (2011).
У 1975-1998 роках село належало до Ломжинського воєводства.

## Демографія
Демографічна структура станом на 31 березня 2011 року:
|          | Загалом | Допрацездатний вік | Працездатний вік | Постпрацездатний вік |
| -------- | ------- | ------------------ | ---------------- | -------------------- |
| Чоловіки | 148     | 23                 | 103              | 22                   |
| Жінки    | 164     | 14                 | 99               | 51                   |
| Разом    | 312     | 37                 | 202              | 73                   |

## див.також
- Довнар (прізвище)